# Bureplatsen

Bureplatsen är en plats i naturparken Norra stadsberget, Sundsvall.

## Sevärdheter och evenemang
På Bureplatsen finns en skulptur bestående av en 70 meter lång bågformad mur och en oval betongskiva på 340 kvm, varifrån man kan stå och betrakta landskapet från Norra Berget.
Platsen ligger i anslutning till vandringsleder och hembygdsmuseum.

## Historik
Under 1960- och 1970-talet var platsen olovlig avstjälpningsplats.
Som ett försök att restaurera och återge platsen till naturen lejdes konstnärerna Hans Peterson och Mats Olofgörs samt landskapsarkitekten Jonas Berglund. De skulpterade platsen och placerade sedan en konstnärlig gestaltning mitt på den öppna ytan. 
Bureplatsen invigdes med 100 dansare och fackelbärare den 15 november 2004.

## Kritik
Projektet med att restaurera området, har i Sundsvalls Tidning kritiserats åtta år efter invigningen, för att ha runnit i sanden på grund av bristande engagemang bland ansvariga. Vidare har Fale Bure Akademin riktat kritik mot kommunen angående framkomligheten då de i november 2012 krävde väg och parkering i anslutning till platsen.

## Etymologi
Namnet Bureplatsen bygger på de sagor om de båda norrländska rikshjältarna Fale Bure den gamle och den unge som skapades på 1600- och 1700-talet. Den yngre Fale Bure återgår på en muntlig sägen, nedtecknad av Johan Bure år 1601, om en medeltida hjälte Fale den unge i Sköns socken i Medelpad, vilken skulle ha räddat en icke namngiven kungason vid ett icke angivet tillfälle. Som redan Leonard Bygdén visade 1890 var Fale den unge med all sannolikhet identisk med den Fartegn Unge i Medelpad som nämns i ett par medeltida handlingar från 1300-talets mitt; Fale är ju en dialektal variant av namnet Fartegn. I en mycket utbroderad variant av sägnen har denne förvandlats till Fale Bure genom en felaktig koppling till den västerbottniska Bureätten. (Den historiske Fale den unge var troligen son till eller åtminstone släkt med den storman Nils Fartegnsson som ingick i ett konsortium rörande koloniseringen av områden i Norrbotten under 1300-talets första del.) Fale Bure den gamle har tillkommit utifrån sena spekulationer utifrån runstenar och är en fiktiv person.